# Abdullah Öcalan

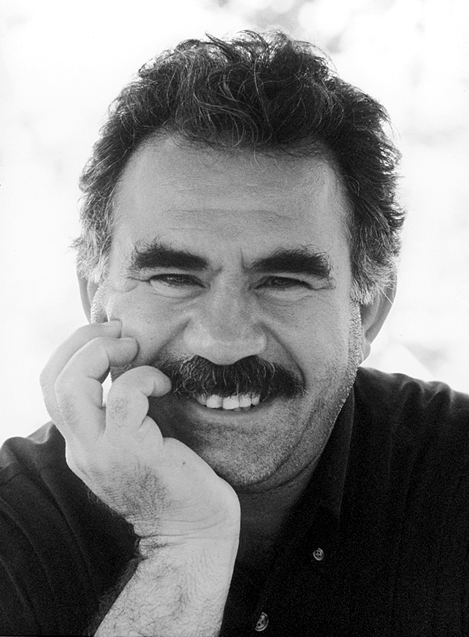
Abdullah Öcalan (1997)

Abdullah Öcalan [œdʒaɫan] (auch Apo genannt; * 4. April 1949 in Ömerli, Şanlıurfa, Türkei) ist Führer und Gründungsmitglied der unter anderem in den USA, in den Staaten der EU und der Türkei als Terrororganisation eingestuften PKK, deren Vorsitzender er von ihrer Gründung 1978 bis zu ihrer Umbenennung 2002 war. Er sitzt in der Türkei in lebenslanger Haft.
Laut Gründungsvertrag der jüngsten aus der PKK hervorgegangenen Organisation, der KCK, obliegt Öcalan weiterhin die Führung. Er wird daher von seinen Anhängern „Serok“ (Führer) genannt. Er wird von der Türkei auf einer Gefängnisinsel inhaftiert und gilt als Vordenker der Kurdischen Befreiungsbewegung.

## Leben

### Herkunft und Persönliches
Abdullah Öcalan ist Sohn einer Türkin und eines Kurden. Ende der 1970er Jahre heiratete Öcalan die kurdisch-alevitische Studentin Kesire Yıldırım (* 21. Oktober 1951). Innerhalb der Organisation gab es starke Vorbehalte gegen die Ehe als Institution und gegen die Herkunft seiner Frau. 1980 trennten sich die beiden. Zwischenzeitlich spielten einige von Öcalans Anhängern mit dem Gedanken, Yıldırım zu ermorden. 1984 ließ Öcalan sie festsetzen. Es wurde ein Todesurteil verhängt, Öcalan verhinderte jedoch die Ausführung. Später wurde Yıldırım begnadigt und damit beauftragt, die Parteiarbeit in Athen zu organisieren. 1988 unternahm Yıldırım in Athen schließlich einen innerparteilichen Putschversuch gegen Öcalan, scheiterte aber dabei.

### Studium und Anfänge des politischen Engagements

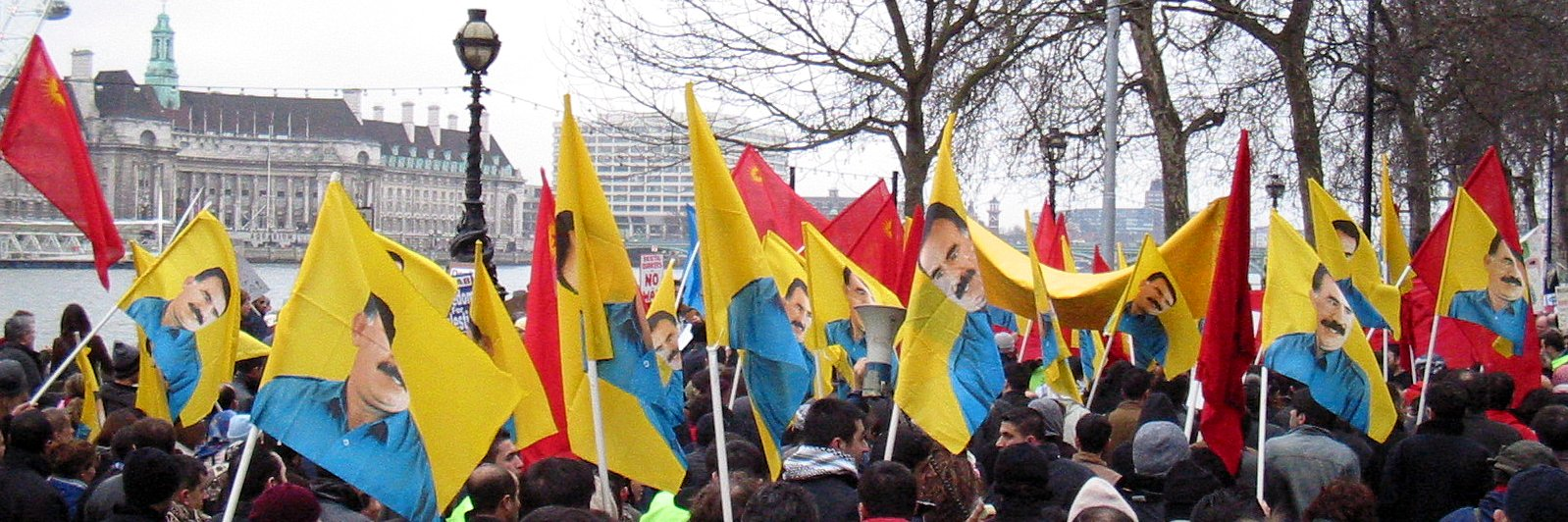
Anhänger Öcalans in London, 2003

Nach einer Ausbildung an der Berufsschule für Grundbuch und Kataster, die Öcalan 1969 abschloss, begann er 1971 ein Studium an der Juristischen Fakultät in Istanbul. Dort nahm Öcalan an den Versammlungen der kurdisch-sozialistischen Organisation DDKO teil und diskutierte erstmals seine These, wonach „Kurdistan eine Kolonie“ sei. Entscheidenden Einfluss auf Öcalans weitere Politisierung sollte jedoch eine Rede des Revolutionärs Mahir Çayan haben, die dieser Ende 1971 an der Technischen Universität Istanbul hielt. Öcalan brach kurz darauf sein Jurastudium in Istanbul ab und begann in Ankara Politikwissenschaft zu studieren. Inzwischen war er Sympathisant der THKP-C von Mahir Çayan. Der politische Einfluss der THKP-C wuchs in dieser Zeit sowohl in der türkischen als auch in der kurdischen Bevölkerung.
Wegen der Teilnahme an einer Protestaktion gegen die Erschießung von Mahir Çayan und anderen führenden Personen der THKP-C wurde Öcalan im April 1972 verhaftet. Im Gefängnis Mamak wurde er Zeuge der Hinrichtungen von Führungskadern der THKO (Deniz Gezmiş, Yusuf Aslan und Hüseyin Inan).
Nach seiner Entlassung aus dem Gefängnis im Oktober 1972 gründete Öcalan zusammen mit den beiden türkischen Sozialisten Haki Karer und Kemal Pir eine Gruppe, die ideologisch von sozialistischen Ideen und nationalen sowie antikolonialen Befreiungskämpfen beeinflusst war. Die Gruppe propagierte einen nationalen Befreiungskampf in Kurdistan. Als Gegner wurden zunächst die kurdischen Großgrundbesitzer ausgemacht, da diese aus der Sicht der Gruppe die Bauern ausbeuteten und unterdrückten.

### Rolle als PKK-Vorsitzender
Die PKK wurde am 27. November 1978 gegründet und Öcalan zum Vorsitzenden gewählt. Mitglieder des Zentralkomitees wurden Şahin Dönmez und Cemil Bayık. Ziel war die kommunistische Revolution und die Gründung eines unabhängigen kurdischen Staates. Das Mittel zum Ziel war der Guerillakrieg. Im Juli 1979, als nach der Verhaftung und Befragung von Dönmez eine Verhaftungswelle gegen die Organisation einsetzte, suchte Öcalan und mit ihm weitere Mitglieder der PKK Zuflucht in Syrien. Erst reiste Öcalan nach Beirut, Libanon, wo ihm Adel Murad von der PUK bei der Reorganisation der PKK im Ausland half und drei Monate bei sich wohnen ließ. Murad beschaffte Öcalan einen Reisepass und verschaffte ihm Kontakte zur DFLP, welche die PKK mit den ersten Waffen belieferte und auch bald einwilligte, Kämpfer der PKK zu trainieren. Später wohnte Öcalan in Damaskus und dirigierte von dort aus die Ausbildung der Kämpfer in der damals von Syrien kontrollierten libanesischen Bekaa-Ebene, die am 15. August 1984 in einem „großen Vorstoß“ (büyük atılım) den bewaffneten Kampf wieder aufnahmen. In seiner Damaszener Zeit führte Öcalan den bewaffneten Kampf der PKK an und verfasste eine große Anzahl von Schriften, die den Kadern der PKK an der Mahsum-Korkmaz-Akademie in der Bekaa-Ebene als Schulungsmaterial dienten. Auch die Funkgespräche Öcalans mit den Feldkommandanten der Guerilla wurden unter dem Namen Telsiz Konuşmaları als Bücher veröffentlicht. In diese Zeit fällt auch die Entwicklung des Personenkults um Öcalan.
Öcalan beherrschte die PKK, ging gegen Dissidenten vor und ließ vermeintliche Rivalen oder Verräter hinrichten. PKK-Kader oder -Dissidenten, von denen bekannt ist, dass sie mit seinem Wissen oder auf seinen Befehl hin ermordet wurden, sind beispielsweise Kürşat Timuroğlu (1986 in Deutschland), Saime Aşkın (1984/1985 im Irak), Mahmut Bilgili (1987 in den Niederlanden), Çetin Güngör (1985 in Schweden), Ali Ömürcan (1983 im Libanon) und Mehmet Şener (1991 in Syrien). Seinen Bruder Osman (1958–2021) und seine Ehefrau Kesire Yıldırım ließ Öcalan zum Tode verurteilen, verhinderte jedoch die Vollstreckung.

## Strafverfolgung, Prozesse und Haft

### Haftbefehl und Festnahme
Nach einem Mord an einem Dissidenten im Jahr 1984 in Rüsselsheim wurde 1990 von Deutschland ein internationaler Haftbefehl gegen Öcalan erlassen.
Am 9. Oktober 1998 wurde Öcalan aufgrund des Adana-Abkommens aus Syrien ausgewiesen, nachdem die Türkei Syrien mit Krieg gedroht hatte. Syrien ließ ihn nach Zypern ausreisen, von wo er nach Griechenland und Moskau weiterreiste. In Russland wurde ihm zwar vom Parlament politisches Asyl gewährt, aber die Regierung suchte nach einer anderen Lösung. Am 12. November reiste er in Begleitung eines italienischen Abgeordneten weiter nach Italien, wo er aufgrund eines deutschen Haftbefehls festgenommen wurde. Italien setzte Öcalan unter Hausarrest, den er in einer Villa in Infernetto bei Rom verbrachte. Nachdem die Bundesregierung am 23. November erklärt hatte, dass auf ein Auslieferungsersuchen verzichtet wird, wurde Öcalan im Dezember 1998 aus dem Hausarrest entlassen. Versuche Öcalans, in Europa politisches Asyl und Unterstützung für eine politische Lösung zu erhalten, schlugen fehl. Im Januar 1999 verließ der PKK-Führer Rom.
Öcalan hielt bei verschiedenen Ländern um Asyl an (u. a. Italien und Griechenland), dieses wurde ihm jedoch verweigert. Am 15. Februar 1999 wurde er in Nairobi (Kenia) nach dem Verlassen der griechischen Botschaft vom türkischen Geheimdienst mit der Hilfe der CIA aufgegriffen und in die Türkei verbracht. Öcalan trug einen zyprischen Pass bei sich, der auf den Namen „Lazaros Mavros“ ausgestellt war. Die seitens der Türkei aufgestellte Behauptung, Öcalan habe diesen von der Republik Zypern erhalten, bezeichnete letztere als „völlig haltlos[e]“ Propaganda („[…] Turkish propaganda […] is totally baseless“).
Nach Ansicht Öcalans steckten „die Juden“ hinter seiner Ergreifung. Der israelische Geheimdienst Mossad habe nach langer Vorbereitung mit Hillary Clinton und Monica Lewinsky zwei jüdischstämmige Agentinnen in das Weiße Haus platziert und den Skandal inszeniert. Clinton habe „um billig davonzukommen“ dann seine Ergreifung angeordnet.
Vor Gericht kamen insbesondere Aussagen in Öcalans Reden zur Sprache, die er auf dem PKK-Sender MED TV gehalten hatte. Dabei ging es beispielsweise um Anweisungen Öcalans zu Brand- und Bombenanschlägen, zu Angriffen gegen kurdische Dorfschützer, zur Niederbrennung von Wäldern in Istanbul, Izmir und Alanya oder um Anweisungen zu Schlägen gegen den Tourismussektor. Öcalan räumte diese Aussagen ein. Auf die Frage, warum die PKK zumeist Menschen kurdischer Herkunft getötet habe, erklärte Öcalan, Leute wie Şemdin Sakık, Kör Cemal, Şahin Baliç oder Cemil Işık hätten die Führung vor Ort an sich gerissen und diese Untaten begangen. Die letzten drei habe er bestraft. Bei Şemdin Sakık habe er es versucht, aber die Verhaftung sei dazwischen gekommen. Den Tötungsbefehl gegen den Bürgermeister von Viranşehir İbrahim Keleş Abdioğlu erklärte Abdullah Öcalan mit der Vergeltung für einen Bombenanschlag gegen ihn im Mai 1996. Öcalan gab ferner Auskunft über seine Mitstreiter und hochrangige PKK-Führer Cemil Bayık, Duran Kalkan, Mustafa Karasu, Murat Karayılan und erläuterte, dass Faysal Dunlayıcı die PKK in Europa, Numan Uçar in Moskau leite. Auch sämtliche Führungskader der Frauenorganisationen und Gebietsleiter in der Türkei gab er namentlich preis. Ferner berichtete er über die Finanzen der Organisation und darüber, wem er wie viel Geld gegeben habe, als er Syrien habe verlassen müssen. Vor Gericht räumte Öcalan des Weiteren Todesurteile der PKK gegen Personen wie Şahin Beliç, Cemil Işık, Şemdin Sakık oder seine Ehefrau Kesire Yıldırım ein. Den Mord an Olof Palme wertete Öcalan als Komplott gegen ihn innerhalb der PKK. Verantwortlich dafür seien der damalige Europaführer der PKK Ali Çetiner, seine Ehefrau Kesire Yıldırım und Hüseyin Yıldırım, der Außenverantwortliche der Organisation.
Nach der Festnahme Öcalans besetzten Kurden in einer organisierten Aktion in vielen europäischen Ländern vornehmlich griechische, aber auch kenianische und nigerianische diplomatische Vertretungen. Über ein Dutzend griechische Einrichtungen wurden besetzt, teilweise wurden für kurze Zeit Geiseln genommen. Beispielsweise erstürmten 400–500 Kurden das griechische Generalkonsulat in Frankfurt, die gesamte Einrichtung der denkmalgeschützten Villa wurde zerstört. Ein am 17. Februar 1999 erfolgter Versuch von kurdischen Demonstranten, das damalige israelische Generalkonsulat in Berlin einzunehmen, wurde durch israelische Sicherheitskräfte unter Gebrauch der Schusswaffe verhindert. Dabei starben vier Demonstranten. In Genf wurde die Schweizer Armee eingesetzt, um die zahlreichen diplomatischen Einrichtungen zu schützen, nachdem es zu kurdischen Besetzungen von UNO-Gebäuden kam. Für Anhänger von Öcalan gilt der 15. Februar als ein Trauertag (Schwarzer Tag) und wird jährlich mit Demonstrationen begangen.

### Urteile
Am 29. Juni 1999 wurde Öcalan vor dem Staatssicherheitsgericht Ankara № 2 wegen Hochverrats gemäß Art. 125 tStGB a.F. zum Tode verurteilt. Das Urteil wurde unter anderem auf europäischen Druck hin nicht vollstreckt und 2002 mit der Abschaffung der Todesstrafe in lebenslange Haft umgewandelt.
Der Europäische Gerichtshof für Menschenrechte (EGMR) hat in letzter Instanz am 12. Mai 2005 das Verfahren gegen Öcalan als unfair bezeichnet. Die Türkei wurde verpflichtet, die Kosten seiner Anwälte in Höhe von 120.000 Euro zu tragen. Zur Anordnung einer Wiederaufnahme des innerstaatlichen Strafverfahrens kam es nicht. Der EGMR entschied, dass die Feststellung einer Verletzung der Art. 3, 5 und 6 der Europäischen Menschenrechtskonvention (EMRK) eine hinreichende gerechte Entschädigung für sämtlichen erlittenen Schaden darstellt.

### Haftbedingungen
Öcalan wird seit dem 15. Februar 1999 auf der Gefängnisinsel İmralı im Marmarameer festgehalten; die ersten Jahre war er in Einzelhaft. Seit dem 15. November 2009 befand sich Öcalan nicht mehr in Einzelhaft, sondern war mit fünf weiteren Häftlingen inhaftiert. Er soll die anderen Gefangenen 10 Stunden pro Woche sehen dürfen. Von dort meldete er sich mit Hilfe seiner Anwälte in Form von Gesprächsprotokollen (görüşme notları) zu Wort. In der Haft hat er darüber hinaus zahlreiche Bücher verfasst. Vom 6. Oktober 2014 bis September 2016 durfte Öcalan keinen Besuch empfangen. Am 12. September 2016 bekam er Besuch von seinem Bruder Mehmet Öcalan. Dies war sein letzter bekannter Besuch bis Juli 2018. Die Anwälte hatten Öcalan seit dem 27. Juli 2011 bis 2019 nicht mehr gesehen. Laut der PKK-nahen Nachrichtenagentur ANF hatten die Anwälte von Öcalan bis Oktober 2018 757 Anträge auf Besuch ihres Klienten gestellt. Alle seien laut ANF mit verschiedenen Begründungen wie „schlechtes Wetter“ oder „technische Probleme mit dem Boot“ abgelehnt worden. Nachdem ihnen Anfang Mai 2019 erstmals seit 2011 wieder ein Besuch gestattet worden war, hob die türkische Regierung am 17. Mai 2019 das Kontaktverbot für seine Anwälte auf. Am 27. Mai 2019 wurde berichtet, dass die Totalisolation von Öcalan aufgehoben wurde. Damit sei auch der seit Monaten andauernde Hungerstreik von Tausenden kurdischen Häftlingen in der Türkei und Aktivisten in Europa beendet. Nach diesem Bericht war am Tag zuvor, am Sonntag, den 26. Mai 2019, von den Anwälten Öcalans auf einer Pressekonferenz in Istanbul erklärt worden, dass das Besuchsverbot auf der Gefängnisinsel İmralı aufgehoben sei. Im Jahr 2024 durfte Öcalan erstmals seit Jahren Familienbesuch empfangen. Im Jahr 2020 hatte Öcalan seinen Anwalt Rezan Sarica zuletzt gesehen. Ende Dezember 2024 wurde den Abgeordneten Sırrı Süreyya Önder und Pervin Buldan von der prokurdischen DEM erlaubt, ihn im Gefängnis zu besuchen.

### Angebliche Vergiftung Öcalans
Am 1. März 2007 erklärten die Anwälte Öcalans, dass ihr Mandant vergiftet werde. Die PKK organisierte Demonstrationen, Aktionen und Hungerstreiks, an denen Zehntausende Menschen teilnahmen. Ende März 2007 untersuchte eine unabhängige Ärztedelegation des CPT Öcalans Gesundheitssituation. Am 6. März 2008 gab das CPT bekannt, dass bei Abdullah Öcalan keine Anzeichen einer Vergiftung gefunden werden konnten.

### Verdacht der physischen Folter Öcalans
Am 16. Oktober 2008 teilten die Anwälte Öcalans in einer Pressemitteilung mit, dass gegen ihn (neben psychischer Folter in Form von jahrelanger Isolationshaft) nun auch „physische Folter“ angewandt worden sei. In den darauffolgenden Tagen gingen Zehntausende Kurden landesweit auf die Straßen, um für Öcalan und gegen seine angebliche Folterung zu demonstrieren. In einigen Städten Südostanatoliens wurden zahlreiche Geschäfte geschlossen. Bei den meisten Demonstrationen kam es zu gewaltsamen Straßenschlachten zwischen jugendlichen Demonstranten und der Polizei. In Europa verliefen die Demonstrationen friedlich.

### Offener Brief 2024
Im Juli 2024 sprachen sich 69 Nobelpreisträger, darunter Elfriede Jelinek, für die Freilassung Öcalans aus. Der zugehörige offene Brief wurde von Jody Williams verfasst und plädiert für „die friedliche Beilegung des Konflikts mit den Kurden“ sowie mindestens die Aufhebung der Isolationshaft Öcalans.

### Friedensinitiative
Trotz seiner bis November 2009 geltenden Einzel- und Isolationshaft galt Öcalan nach wie vor als eine Schlüsselfigur bei der Lösung der Kurdenfrage und agierte aus dem Gefängnis heraus über seine Anwälte. Während sich der türkisch-kurdische Konflikt in den Jahren 2011 und 2012 verschärfte, rief Öcalan im November 2012 erfolgreich dazu auf, einen zweimonatigen Hungerstreik von ca. 1700 kurdischen Gefangenen und Politikern (darunter Leyla Zana) zu beenden. Der irakische Staatspräsident Dschalal Talabani setzte sich währenddessen diplomatisch für einen Friedensplan ein, der zu Verbesserungen von Öcalans Haftbedingungen und einer späteren Amnestie führen könnte. Während sich die türkische Regierung, Öcalan und die PKK-Führung gesprächsbereit zeigten, durften am 3. Januar 2013 erstmals zwei Abgeordnete der kurdischen Partei Barış ve Demokrasi Partisi (BDP) Öcalan besuchen. Mitte Februar 2013 reichte die BDP offiziell beim türkischen Justizministerium in Ankara eine Erlaubnis für den Besuch einer Delegation kurdischer Politiker beim inhaftierten PKK-Führer ein; der türkische Ministerpräsident Recep Tayyip Erdoğan hatte zuvor im Grundsatz seine Zustimmung zu einem Besuch gegeben.
Im März 2013 ließ Öcalan in Diyarbakır durch BDP-Politiker einen Aufruf zu einer Waffenruhe verkünden. Alle kurdischen Kämpfer sollten sich aus der Türkei zurückziehen. „Unser Ziel ist eine Demokratisierung auf dem Gebiet der ganzen Türkei“, wurde Öcalan zitiert. In den Wochen zuvor hatte die PKK acht in den Nordirak verschleppte Türken freigelassen. Anfang Mai desselben Jahres begann die PKK mit dem Abzug ihrer Kämpfer aus der Türkei. Im September 2013 unterbrach die PKK den Abzug der Kämpfer bei gleichzeitiger Aufrechterhaltung der Waffenruhe. Im März 2015 rief Öcalan erneut zu einem Friedensprozess zwischen der Türkei und der PKK auf, in dessen Verlauf die PKK den bewaffneten Kampf einstellen würde. Der Aufruf von Öcalan hat nicht zu Friedensverhandlungen zwischen der Türkei und der PKK geführt. Im Juli 2015 erklärte Erdoğan den Friedensprozess offiziell für beendet.
Im Jahr 2024, nachdem Devlet Bahçeli gefordert hatte, dass Öcalan „ins Parlament“ kommt und dort erklärt, dass die PKK aufgelöst sei, unterstützte Erdoğan diesen Vorschlag. Daraufhin durfte Öcalan Familienbesuch empfangen. Über seinen Neffen Ömer wandte sich Öcalan an die Öffentlichkeit: „Wenn die Voraussetzungen stimmen, bin ich imstande, die Gefechtsphase auf die rechtliche und politische Ebene zu verlagern.“ Laut Medienberichten soll anschließend Öcalan mit der PKK-Führung telefoniert haben.
Ende Februar 2025 verkündete Öcalan schließlich die Auflösung der PKK und die Niederlegung der Waffen.

## Positionen

### Religion
Öcalan ist Atheist und erklärt, die PKK sei tolerant gegenüber allen Glaubensrichtungen.

### Politik
Öcalans Schriften und Reden aus den 1970er-Jahren sind geprägt von einem relativ klassischen Marxismus, gepaart mit Ideen nationaler Befreiungsbewegungen wie der vietnamesischen oder der algerischen im Sinne von Frantz Fanon. Ab Mitte der 1980er-Jahre übte Öcalan Kritik am Realsozialismus.
Im Jahr 1993 erklärte Öcalan im Interview mit dem Nachrichtenmagazin Focus, er begrüße Aktionen von ausländerfeindlichen Deutschen gegen Türken. Denn er finde es nicht gut, dass sich die Türken in Deutschland unbegrenzt frei bewegen könnten.
Im Jahre 1999 erklärte Öcalan in der Serxwebûn Nr. 207, auf sexuelle Vergehen innerhalb der Partei stehe die Todesstrafe. Sexuelle Verführung durch Mann oder Frau verstoße gegen grundlegende Prinzipien und sei der Tod des Kriegertums.
In den letzten Jahren ließ Öcalan sich durch Murray Bookchins Konzept des confederalism zum sogenannten Demokratischen Konföderalismus inspirieren. Weitere Inspirationsquellen sind Immanuel Wallerstein, Fernand Braudel, Max Horkheimer und Theodor W. Adorno.
Im Rahmen von Friedensverhandlungen zwischen Öcalan und Vertretern des türkischen Sicherheitsapparates 2013 unterstützte Öcalan bei einem Gespräch mit einer BDP-Delegation unter Beteiligung von Altan Tan und Sırrı Sakık die Einführung eines Präsidialsystems nach amerikanischem Vorbild und eine Kandidatur von Recep Tayyip Erdoğan. Öcalan brachte auch ein Wahlbündnis mit der Adalet ve Kalkınma Partisi (AKP) in dieser Frage ins Spiel. Er habe der AKP die Macht quasi auf einem „goldenen Tablett“ präsentiert. Bei dem Treffen vertrat Öcalan die Ansicht, Leute innerhalb des Regierungsapparates hätten 2011 einen Putsch gegen den türkischen Geheimdienst (MIT) geplant und den damaligen Ministerpräsidenten Recep Tayyip Erdoğan absetzen und wegen Hochverrats vor Gericht stellen wollen. Er, Öcalan, habe dies verhindert.

### Frauenpolitik
Seit den 1990er-Jahren gibt Öcalan der Frauenbefreiung in seinen Schriften breiten Raum. Auf ihn geht auch die Gründung der Frauenarmee und später der „Partei der freien Frau“ (PJAK), einer Unterorganisation der PKK, zurück. Öcalan steht auch dafür ein, dass Frauen mehr Verantwortung in der Politik übernehmen. Es gibt mit der HDP und der BDP in der Türkei sowie der PYD in Syrien drei politische Parteien, welche die Ideen Öcalans in Bezug zu den Frauen anwenden möchten und das zum Teil auch tun. So werden bei allen drei Parteien die Spitzenämter bei Parteipräsidien, Bürgermeisterämtern oder Parteibüros auf regionaler und kommunaler Ebene von jeweils einem Mann und einer Frau zusammen geführt.
Öcalan ist auch Begründer der Jineologie, auch bekannt als Wissenschaft der Frau oder kurdischer Feminismus. Siehe auch: Frauenrechte in Kurdistan
In seiner Schrift Nasıl Yaşamalı? beschrieb Öcalan, warum er Beziehungen zwischen Mann und Frau innerhalb der PKK unter Androhung der Ermordung verbot:

„Wenn ich diese besonderen Maßnahmen nicht träfe, würden die Mädchen, jedes einzelne von ihnen, zu einer Plage. Sie sind ohnehin schwach. Sobald die Männer es ein wenig zulassen, werden sie rührselig und fangen alle an zu weinen. Sie suchen Schutz und versuchen zu schmarotzen. Dann ist das freie Leben am Ende.“

Der kurdische Autor, ehemalige Bürgermeister und Mitglied im kurdischen Exilparlament Nejdet Buldan, dessen Bruder vom türkischen Militär getötet wurde, interviewte in seinem Buch PKK'de Kadın Olmak (2004) ehemalige Kämpferinnen der PKK, darunter auch ein weibliches Gründungsmitglied der Organisation. Die ehemaligen Kämpferinnen berichteten von sexuellen Übergriffen durch Öcalan, die sie entweder selbst durchlebt, deren Zeuginnen sie geworden waren oder von denen sie vernommen hatten.
In seiner Verteidigungsschrift „Jenseits von Staat, Macht und Gewalt“ (2010) äußert sich Öcalan auf Seite 144 bezüglich der Lage der Frau folgendermaßen: „Die Problematik entsteht nicht aus einer simplen Schwäche oder einem biologischen Unterschied der Geschlechter. Sie rührt daher, dass die hierarchisch-etatistische Gesellschaft die Frau als erstes Objekt einer Stratifikation auf die unterste Stufe gestellt hat. Dass es sich hierbei um das fundamentalste Problem der Gesellschaft handelt, liegt an den Eigenschaften des Status, der ihr in der Gesellschaft zugewiesen wurde.“
Weiterhin erfährt man auf Seite 144 bis 145 desselben Buches folgendes über die Ansichten Öcalans: „Das, was man „Ehre der Familie“ oder „Ehre der Ehe“ nennt, bedeutet im Grunde nichts anderes, als ständig unter dem „kleinen Imperator“ zu leiden. So wie der große Imperator es als casus belli (Kriegsgrund) auffasst, wenn seinem Staatsbesitz etwas zustößt, so hält auch der kleine Imperator es für einen großen Angriff auf seine Ehre und daher einen Grund zu kämpfen, wenn mit seiner Frau, die er zu seinem Besitz zählt, etwas passiert. Noch merkwürdiger ist, wie die Frau völlig seelenlos gemacht und äußerlich in einen extrem femininen, geschmückten „Käfigvogel“ mit hübscher Stimme verwandelt wird. Stimme und Make-up haben mit der natürlichen Frau fast nichts mehr gemein und beruhen auf einer starken Selbstverleugnung, die vernichtend für die Persönlichkeit wirkt. Insbesondere die Schürzenjägerei beraubt die Frau ihrer Persönlichkeit. Sie ist eine Erfindung des Mannes, er besteht darauf.“
Weiter unten auf Seite 145 versucht Öcalan die heutige Situation der Frau folgendermaßen zu erklären: „Das weibliche Geschlecht, durch Pornographie jeder Heiligkeit beraubt, wird im Kapitalismus wieder auf die Stufe der Menschenaffen reduziert. Dass im Laufe der Zivilisationsgeschichte die Frau aus der Gesellschaft ausgelöscht wurde, hängt sowohl mit der Entwicklung von Hierarchie und Klassen als auch mit dem Aufstieg der patriarchalen Gesellschaft zusammen.“
Ein erster Frauenkongress der PKK wurde Ende 1992 durchgeführt. Unter anderem wurde das Recht zu heiraten eingefordert, da bisher die Kämpferinnen der PKK auf die Eheschließung verzichten mussten. Der Kongress wurde von Öcalan als Versuch, die PKK zu beseitigen (Tasfiyecilik), gewertet und annulliert.

### Antisemitismus
Abdullah Öcalan beschreibt die jüdische Religion in seinem 1991 erschienenen Buch „Din Sorununa Devrimci Yaklaşım“ als extrem chauvinistisch und nationalistisch. Es gehe ihr darum, die Welt zu beherrschen. Wegen dieser Überlegenheitsidee würden Juden stets angegriffen. Juden würden allen anderen feindlich begegnen und überall Zwietracht sähen. Dies habe in Deutschland zu großen Massakern geführt. Man müsse diese Eigenschaft der Juden bei Hitlers fanatischer Judenfeindlichkeit mit bedenken. Recep Maraşlı kommt anhand dieser Ausführungen zu dem Schluss, dass Öcalan behauptet, dass die Juden an den Pogromen und letztlich auch am Holocaust selbst schuld seien. Öcalan beruft sich in dem Buch darauf, dass bereits der Prophet Mohammed festgestellt habe, wie gewissenlos jüdische Händler seien.
In der Özgür Gündem vom 28. und 29. August 1994 bedient sich Abdullah Öcalan Topoi des islamischen Antisemitismus in der Türkei. Atatürk sei ein jüdischer Konvertit. Die Türkei sei ein Werk des Zionismus und werde von Juden und Freimaurer beherrscht. Die moralische Verkommenheit Europas sei ebenfalls durch Juden herbeigeführt worden.
Das Harbinger Journal kommt in einer Analyse der Aussagen Öcalans in der englischsprachigen Ausgabe von dessen dreibändigen „Manifesto for a Democratic Civilization“ und von seinem Buch „The Sociology of Freedom“ zu dem Schluss, dass Öcalans Ansichten Ausdruck eines antijüdischen Rassismus sind. Öcalans Ausführungen liegen demnach die Vorstellungen des „universellen Juden“ und des Geldjuden zugrunde. Öcalan schreibe „den Juden“ enormen Einfluss, weltweite Überlegenheit und faktenwidrig auch die Verantwortung für die Entstehung von Nationalstaaten und dem Kapitalismus zu. Des Weiteren verzerrt Öcalan in seiner Analyse den Holocaust, indem er Juden die Schuld an der eigenen Vernichtung zuschiebt. Der französische Publizist Yves Coleman bezeichnet Abdullah Öcalans Artikel „In Commemoration of the Holocaust“ dementsprechend als neues Kapitel der Protokolle der Weisen von Zion.
Nach dem Scheitern der Friedensgesprächen, die Abdullah Öcalan 2013 im Gefängnis führte, machte Öcalan u. a. die jüdische Lobby für das Scheitern des Friedensprozesses verantwortlich.
Der Verfassungsschutzbericht für das Jahr 2023 kommt zu der Einschätzung, dass sich Öcalan immer wieder antisemitisch geäußert habe und u. a. den Juden eine Mitschuld am Holocaust zuschreibe.
Öcalan hält die Terrororganisation Islamischer Staat für ein Projekt Israels.
Der Antisemitismusbeauftragte der Landesregierung von Baden-Württemberg, Michael Blume, identifiziert im Buch Soziologie der Freiheit antisemitische Verschwörungstheorien über den Einfluss der Dönme. Öcalan verkünde dort, dass die USA und der weltweite „Kapitalismus“ durch jüdische und Dönme-Verschwörer gelenkt würden. Auch schon das Christentum sei von diesen Verschwörern als
„Rache am römischen Reich“ gegründet worden. Nur beim Islam sei er sich noch nicht ganz sicher.
Bereits Ende der 1980er-Jahre verbreitete Öcalan die Ansicht, dass die Juden ein „Grundübel“ seien. Öcalan vertritt die Ansicht, der türkische Nationalismus sei nicht von Türken, sondern von „englischem und jüdischem Kapital“ geschaffen worden. Die Kreise des jüdischen und englischen Kapitals seien alarmiert, weil er die Wahrheit sage. Das jüdische und englische Kapital versuche, die Türkei unter seine Kontrolle zu bekommen. Der MHP-Vorsitzende Devlet Bahçeli habe dies bemerkt und versucht gegenzusteuern. Allerdings habe das jüdische Kapital ihn nicht gelassen. Öcalan stimmt in dem ersten Band seines Manifestes der Demokratischen Zivilisation, dem Buch Maskeli Tanrılar Ve Örtük Krallar Çağı, der Einschätzung Hitlers über die Juden zu. Wörtlich schrieb Öcalan: „Hitler machte die Juden für die Niederlage im Ersten Weltkrieg verantwortlich. Er hatte völlig richtig erkannt, dass die Überlegenheit Londons mit der jüdischen Ideologie und dem jüdischen Nationalismus zusammenhing. Deutschland war verraten worden. Verantwortlich waren die Juden.“
In den sogenannten Gesprächsnotizen vom 1. März 2008, die in der Yeni Özgür Politika veröffentlicht wurden, vertrat Öcalan die Ansicht, die Juden steckten hinter den Morden im Zirve-Verlag. Ferner würden die Juden der AKP Geld zustecken, damit diese Wahlgeschenke verteilen könne. Am 4. April 2008 vertrat er die Ansicht, Juden hätten 1926 den Turkismus entwickelt. Sie hätten den Satz „Wie glücklich der, der sagt, ich bin Türke“ geprägt. Atatürk habe so etwas nie gesagt. Sogar Hitler hätten die Juden diese Gedanken eingeimpft. Es seien die Juden gewesen, die Hitler geschaffen hätten. Später hätten die Juden dann Saddam geschaffen, um ihre Pläne zu verwirklichen. Der Think Tank Vocal Europe bezeichnete Ansichten Öcalans, dass der Islamische Staat ein israelisches Projekt sei und Israel danach strebe, Israel in Türkisch-Kurdistan zu errichten, als bizarr. Ferner vertrat Öcalan die Ansicht, das Südostanatolien-Projekt diene dem Ziel Israels, dem Volk Land und Wasser zu rauben und ein Israel in der Region zu errichten.

### Haltung zum Völkermord an den Armeniern
Im Gespräch mit seinen Anwälten vertrat Abdullah Öcalan im September 2008 die Ansicht, der jüdische Nationalismus stecke hinter der Vertreibung und den Massakern an den Armeniern. Öcalan äußerte sich später mehrfach zum Völkermord an den Armeniern. Er vertrat dabei die Ansicht, die Armenier seien „einem physischen Genozid unterzogen worden“, weil sie intelligent seien. Ohne Unterstützung Deutschlands für das Osmanische Reich hätte der Völkermord nie stattfinden können. Ein weiterer Grund für den Völkermord sei der armenische Nationalismus gewesen. Dieser habe erst den Grundstein für den Völkermord gelegt. Schuld am Völkermord seien „Komplotte der kapitalistischen Moderne“. Es seien französische und englische Missionare gewesen, die den Gedanken des Separatismus in die armenische Kirche getragen hätten. Dieser unheilvolle Prozess habe zu der fast vollständigen Vernichtung der Armenier geführt. Der Historiker Taner Akçam wertete Öcalans Äußerungen zum Völkermord an den Armeniern in der türkischen Tageszeitung Radikal als Versuch, zu verheimlichen, dass die wahren Schuldigen Türken und Kurden seien.

## Ehrenbürgerschaften und Auszeichnungen
Folgende Ortschaften haben Abdullah Öcalan zum Ehrenbürger ernannt:
- Palermo[74]
- Olympia[75]
- Neapel[74]
- Castel del Giudice[76]
- Castelbottaccio[76]
- Pinerolo[74]
- Martano[77]
- Reggio Emilia[74]
- Palagonia[77]
- Riace[77]

Er wurde zudem mit dem International Peace Prize by the International Peace Bureau ausgezeichnet.

## Auswahlbibliographie

### Übersetzungen
- Zur Lösung der kurdischen Frage – Visionen einer demokratischen Republik (Öcalans erste Verteidigungsschriften, 1999; mit einem Vorwort von Norman Paech).
- Gilgameschs Erben Bd. I (2001, deutsche Ausgabe 2003), ISBN 3-926529-15-6.
- Gilgameschs Erben Bd. II (2001, deutsche Ausgabe 2003), ISBN 3-926529-16-4.
- Plädoyer für den freien Menschen (2003, deutsche Ausgabe 2005), ISBN 3-931885-73-9.
  - Neuauflage Unrast Verlag, Münster 2019, Edition Mezopotamya, ISBN 978-3-89771-864-7.
- Prison writings I: The Roots of Civilisation. 2007, ISBN 978-0-7453-2616-0.
- Krieg und Frieden in Kurdistan (PDF; 239 kB) 2008.
- Urfa – Segen und Fluch einer Stadt. (2001, deutsche Ausgabe 2009), ISBN 978-3-931885-94-6.
  - Neuauflage Unrast Verlag, Münster 2019, Edition Mezopotamya, ISBN 978-3-89771-864-7.
- Jenseits von Staat, Macht und Gewalt (2004, deutsche Ausgabe 2010), ISBN 978-3-941012-20-2.
  - Neuauflage Unrast Verlag, Münster, 2019, Edition Mezopotamya, ISBN 978-3-89771-854-8.
- Prison writings II: The PKK and the Kurdish Question in the 21st Century. 2011, ISBN 978-0-9567514-0-9.
- Krieg und Frieden in Kurdistan. Mesopotamien-Verlag, Neuss 2008, ISBN 978-3-941012-66-0.
- Demokratischer Konföderalismus. Mesopotamien-Verlag, Köln 2012, ISBN 978-3-941012-48-6.
- Die Roadmap für Verhandlungen. Pahl-Rugenstein, Bonn 2013, ISBN 978-3-89144-461-0.
- Die Befreiung des Lebens: Die Revolution der Frau. Mesopotamien-Verlag, Neuss 2014, ISBN 978-3-941012-88-2.
- Manifest der demokratischen Zivilisation. Unrast Verlag, Münster 2019, ISBN 978-3-89771-073-3 (Band 1 von 5).

### Türkisch
- Din Sorununa Devrimci Yaklaşım. 1991 (Revolutionäre Betrachtung der Religionsfrage)
- 12 Eylül Faşizmi ve PKK Direnişi. 1995 (Der Faschismus des 12. Septembers und der Widerstand der PKK)
- Kürdistan’da Halk Savaşı ve Gerilla. 1991 (Der Volkskrieg und die Guerilla in Kurdistan)
- Önderlik Gerçeği ve PKK Deneyimi. 1992 (Die Realität des Führers [Öcalans] und die Erfahrung der PKK)
- Kürdistan Yurtseverliği ve Ulusal Kurtuluş Cephesi. 1992 (Der Patriotismus Kurdistans und die nationale Befreiungsfront)
- Kürdistan’da İşbirlikçilik ve İhanet (Kollaboration und Verrat in Kurdistan)
- PKK’ya Dayatılan Tasfiyecilik ve Tasfiyeciliğin Tasfiyesi. 1993 (Die der PKK aufgezwungene Ausmerzungspolitik und die Ausmerzung der Ausmerzungspolitik)
- Kürdistan’da Kadın ve Aile. 1993 (Frau und Familie in Kurdistan)
- Halk Savaşında Militan Kişilik. 1994 (Die militante Persönlichkeit im Volkskrieg)
- Bir Muhatap Arıyorum – Ateşkes Konuşmaları. 1994 (Ich suche einen Ansprechpartner – Reden zur Waffenruhe)
- Nasıl Yaşamalı. 1996 (Wie muss man leben?)
- Sosyalizm’de Israr İnsan Olmakta Isrardır. 1998 (Das Beharren auf den Sozialismus ist das Beharren auf das Menschsein)
- Kürt Sorununda Demokratik Çözüm Bildirgesi. (Die Verkündung einer demokratischen Lösung der Kurdenfrage)
- Sümer Rahip Devletinden Halk Cumhuriyetine. 2002 (Vom Priesterstaat der Sumerer zur Volksrepublik)
- Bir Halkı Savunmak. 2004 (Die Verteidigung eines Volkes)
- Özgür İnsan Savunması. Istanbul 2005 (Die Verteidigung des freien Menschen)